# 898 Hildegard
898 Hildegard è un asteroide della fascia principale. Scoperto nel 1918, presenta un'orbita caratterizzata da un semiasse maggiore pari a 2,7245630 UA e da un'eccentricità di 0,3751744, inclinata di 10,10453° rispetto all'eclittica.
Il suo nome fa riferimento a santa Ildegarda di Bingen, una benedettina tedesca.